# Cyrtopodion watsoni
Espèce
Synonymes
- Gymnodactylus watsoni Murray, 1892

Cyrtopodion watsoni est une espèce de geckos de la famille des Gekkonidae.

## Répartition
Cette espèce se rencontre au Pakistan et en Afghanistan.

## Étymologie
Cette espèce est nommée en l'honneur de E. Y. Watson.

## Publication originale
- Murray, 1892 : The zoology of Beloochistan and southern Afghanistan. (Reptiles and Batrachia). Bombay Education Society Press, p. 66-73.